# إنفستوبيديا
إنفستوبيديا (بالإنجليزية: Investopedia ) هو موقع إلكتروني أمريكي مقره مدينة نيويورك يقدم محتوى تعليمي عن الاستثمار والتمويل إلى جانب محتوى كبير من المراجعات والتصنيفات والمقارنات لمختلف المنتجات المالية مثل حسابات السمسرة.

## التاريخ
تأسست إنفستوبيديا في عام 1999 من قبل كوري واغنر و كوري يانسن في إدمونتون ، ألبرتا في ذروة فقاعة الإنترنت، ركز فاجنر على تطوير الأعمال والبحث والتطوير، وركز يانسن على التسويق والمبيعات. يستقبل موقع إنفستوبيديا حوالي 2,500,000 مستخدم شهريًا ويقدم قاموسًا ماليًا يحتوي على حوالي 5000 مصطلح في التمويل الشخصي والخدمات المصرفية والمحاسبية، كما يقدم مقالات من قبل خبراء ماليين بالإضافة لمحاكي افتراضي لسوق الأوراق المالية.
الجدول الزمني:
- عام 1999 تم تأسيس الموقع.
- في أبريل 2007 ، استحوذت فوربس ميديا على الموقع مقابل مبلغ لم يكشف عنه.[2]
- في عام 2010 ، قامت فوربس ببيع إنفستوبيديا لشركة فاليوكليك مقابل 42 مليون دولار.[3]
- في عام 2013 ، قامت فاليوكليك ببيع الموقع ومجموعة من العقارات الأخرى لشركة انترأكتف كورب مقابل 80 مليون دولار.[4]
- في عام 2015 ، انضم ديفيد سيغل إلى إنفستوبيديا في منصب الرئيس التنفيذي.[5][6]
- في يونيو 2016 ، أطلقت إنفستوبيديا «أكاديمية إنفستوبيديا» [7] لبيع دورات تعليمية متميزة بالفيديو.[8]
- في يوليو 2018 ، قامت انترأكتف كورب ببيع إنفستوبيديا إلى دوت داش .[9]

## محاكاة الأسهم
يدير موقع إنفستوبيديا محاكاة لـسوق الأسهم ، حيث يتم منح اللاعب محفظة افتراضية وأموالًا لإنفاقها في سوق الأسهم.

## روابط خارجية
- الموقع الرسمي